# Teoria della plasticità
La teoria della plasticità indica la modellazione matematica atta a rappresentare il comportamento plastico dei materiali e delle strutture, definendo le relative leggi costitutive. La teoria attualmente a cui ci si riferisce più comunemente è la cosiddetta teoria incrementale della plasticità (o Flow theory), basata su relazioni costitutive scritte in termini di incrementi infinitesimi di tensioni, deformazioni e spostamenti.

## Storia
La problematica del comportamento nonlineare dei materiali (e delle strutture) era presente fin dai primordi della Meccanica, già ai tempi di Leonardo e Galileo. Tuttavia lo sviluppo di una moderna teoria matematica della plasticità ha incontrato in passato notevoli difficoltà a causa della complessità del fenomeno da rappresentare. Tale complessità è dovuta sia al carattere irreversibile del fenomeno plastico, sia al suo carattere anolonomo, nel senso che la deformazione finale raggiunta dipende non solo dal valore finale del carico, ma anche dal percorso di carico, cioè dalla storia passata della modalità di applicazione del carico stesso.
I primi studi moderni sul comportamento elasto-plastico delle strutture risalgono alla seconda metà del XIX secolo. Fra gli autori più importanti in questa fase si ricordano Tresca, S. Venant e Levy. Un nuovo sviluppo della teoria si è avuto poi agli inizi del XX secolo, in special modo ad opera di von Mises e von Karman.
Attorno al 1940 è stata sviluppata, particolarmente ad opera della scuola russa di Nadai ed Iliushin, una teoria della plasticità in termini finiti nota come deformation theory. Tale teoria si basa essenzialmente sull'assunzione di una relazione costitutiva tra tensioni {\displaystyle \mathbf {\sigma } } e deformazioni {\displaystyle \mathbf {\varepsilon } } in termini globali del tipo
{\displaystyle {\mathbf {\sigma } }=f({\mathbf {\varepsilon } })}
e riferendosi essenzialmente a processi di carico che non comportino ritorni in fase elastica di parti della struttura precedentemente plasticizzate. In tal modo il problema elasto-plastico veniva trattato come una sorta di problema elastico nonlineare.
Più recentemente una teoria diversa si è imposta nel panorama degli studi meccanici della plasticità. Essa, nota come Flow theory o "teoria incrementale della plasticità", è essenzialmente legata ai nomi di Melan, Prager (1930-40), Hodge, Hill, Drucker, Budiansky, Koiter (1950-60), Maier, Mandel (1960-70). Tale teoria riflette un punto di vista incrementale, studia cioè le relazioni tra gli incrementi infinitesimi di carico {\displaystyle \mathbf {\dot {p}} } e i corrispondenti incrementi infinitesimi della soluzione in termini di tensioni, deformazioni e spostamenti {\displaystyle (\mathbf {\dot {\sigma }} ,\mathbf {\dot {\varepsilon }} ,\mathbf {\dot {u}} )}, nota la situazione preesistente in termini di carico, deformazioni e tensioni. Tale approccio si è rivelato più significativo ed efficace nel cogliere la natura anolonoma del comportamento elasto-plastico ed estendibile a processi di carico del tutto generici, comprendenti anche ritorni in fase elastica di parti precedentemente plasticizzate.

## Assiomi della teoria

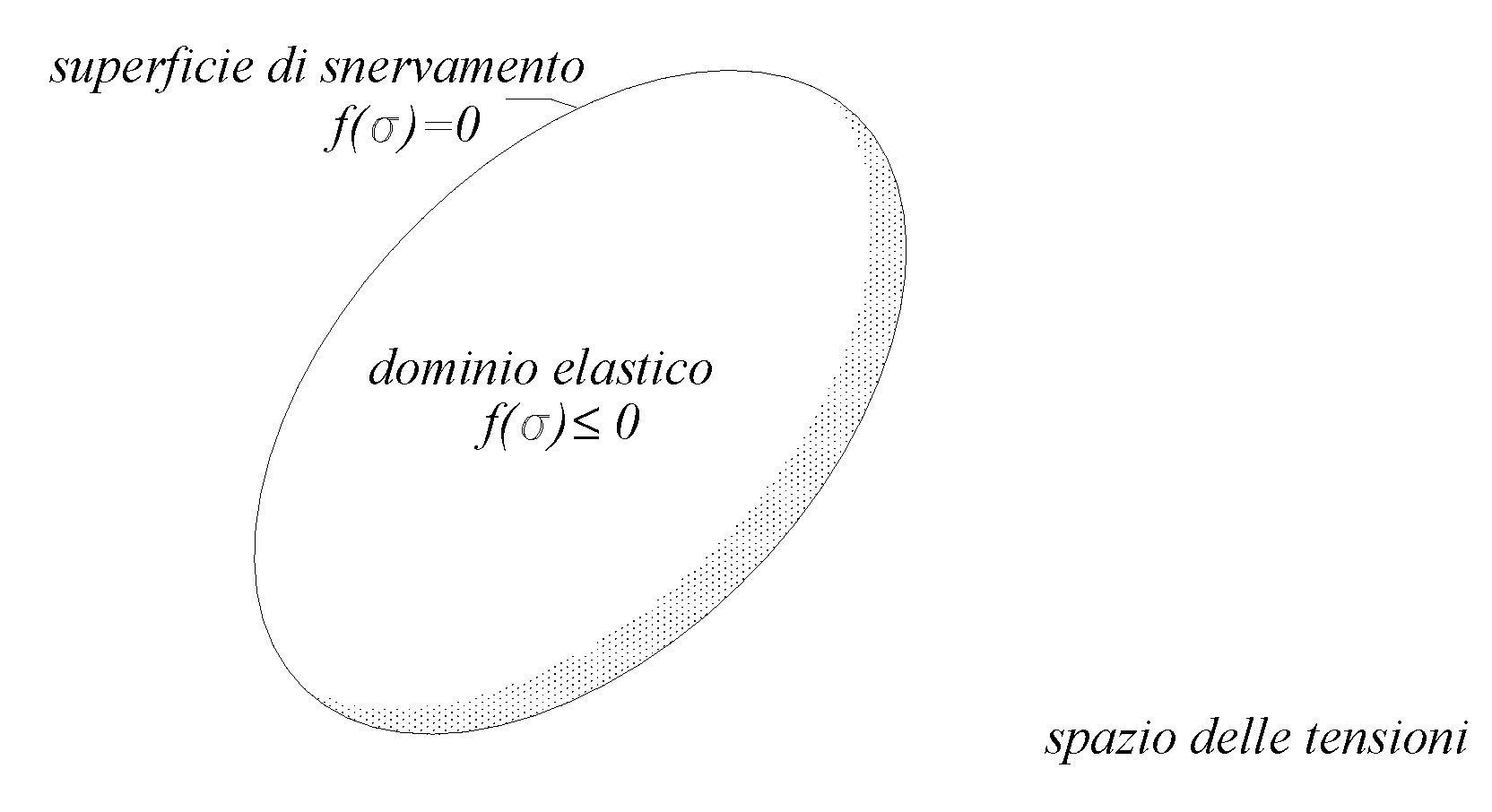
Dominio delle tensioni ammissibili

La teoria incrementale della plasticità si basa sui seguenti assiomi:
- [A1] I materiali presentano una soglia di resistenza, cioè le tensioni possibili sono limitate.

Ciò si formalizza assumendo che, per ciascun punto della struttura, sia possibile definire un dominio dello spazio delle tensioni, chiamato  dominio elastico del materiale, i cui punti (interni e di frontiera) siano i soli rappresentativi di stati di tensione ammissibili. Tale dominio può essere rappresentato dalla condizione di ammissibilità plastica
{\displaystyle f({\boldsymbol {\sigma }})\leq 0}
mediante l'uso della funzione di snervamento {\displaystyle f({\boldsymbol {\sigma }})} . Tale dominio  è in generale funzione di un certo numero di parametri di stato interni (temperatura, stato fisico) e della storia di carico, tale da poter rappresentare le variazioni di comportamento del materiale a seguito di processi meccanici o termici (incrudimento, fatica, etc.).
- [A2] Sono presenti deformazioni irreversibili, cioè in un ciclo di carico e scarico la struttura non recupera completamente la configurazione iniziale.

Ciò si formalizza separando gli incrementi di deformazione
{\displaystyle {\dot {\boldsymbol {\varepsilon }}}={\dot {\boldsymbol {\varepsilon }}}^{e}+{\dot {\boldsymbol {\varepsilon }}}^{p}}
nelle due componenti elastica {\displaystyle {\dot {\boldsymbol {\varepsilon }}}^{e}} reversibile e plastica {\displaystyle {\dot {\boldsymbol {\varepsilon }}}^{p}} irreversibile, di cui solo la prima è legata all'incremento di tensione
- [A3] Per bassi livelli di tensione il comportamento è schematizzabile come elastico.

Ciò si formalizza assumendo che la componente plastica {\displaystyle {\dot {\boldsymbol {\varepsilon }}}^{p}} dell'incremento di deformazione possa essere diversa da zero solo se la tensione è disposta sulla frontiera del dominio elastico, cioè
{\displaystyle {\dot {\boldsymbol {\varepsilon }}}^{p}\neq 0\iff f({\boldsymbol {\sigma }})=0}
Per valori più bassi della tensione, nel senso di valori interni al dominio elastico, il comportamento incrementale è puramente elastico.

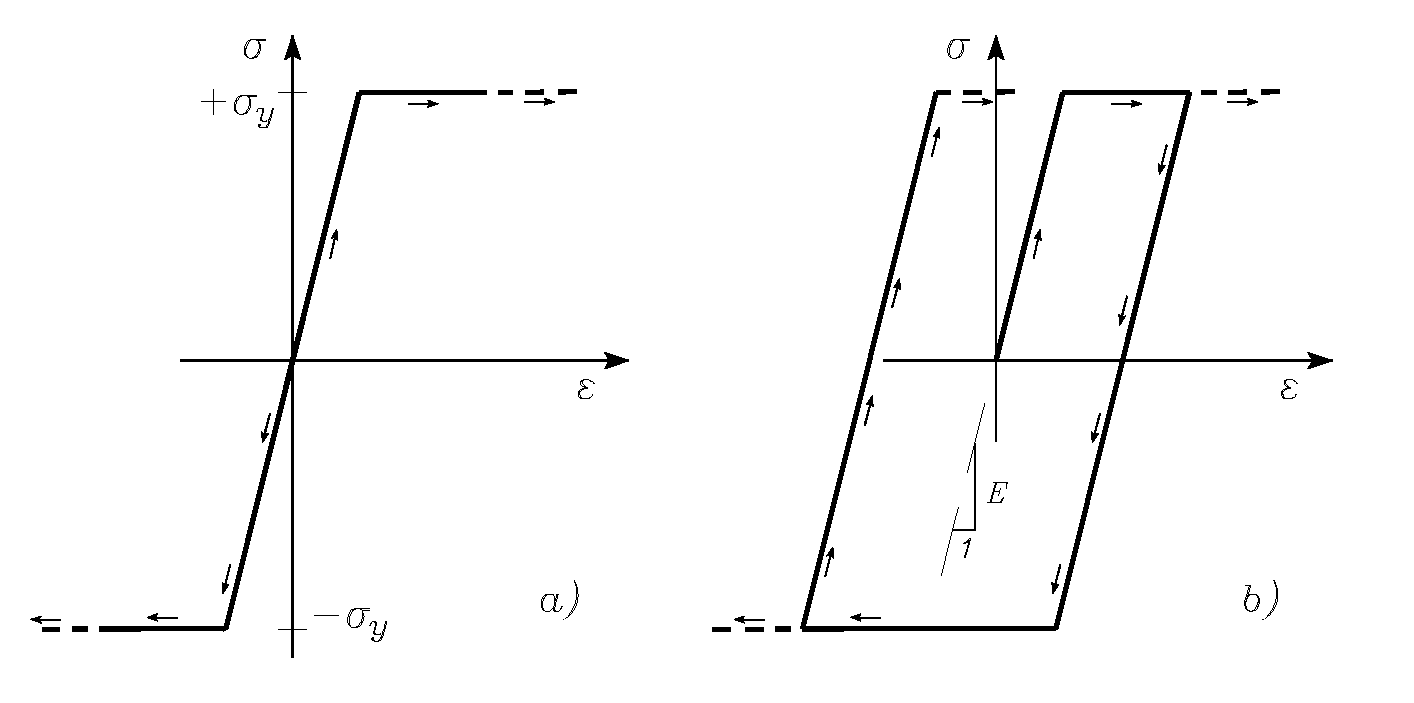
Modello elasto-plastico perfetto

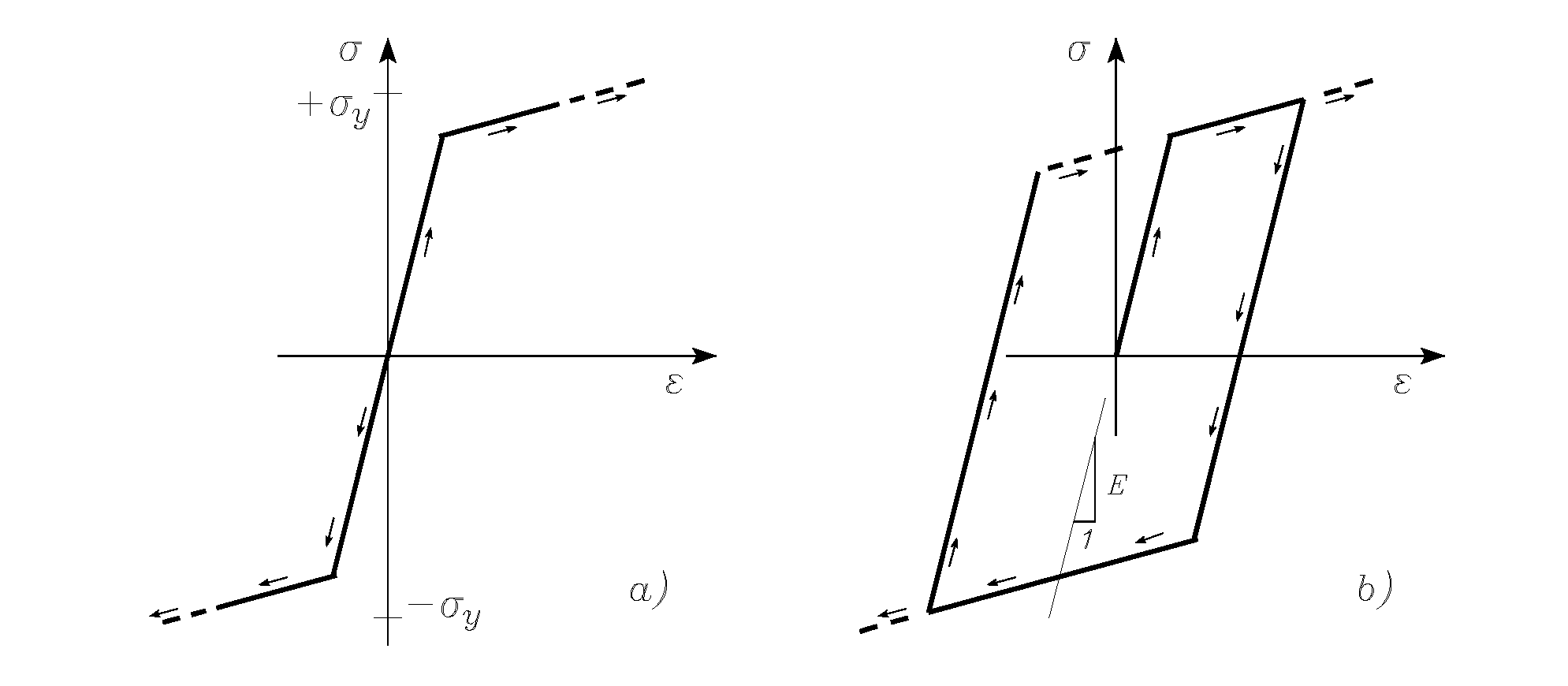
Modello elasto-plastico incrudente

Tale modello elasto-plastico prevede le seguenti tipologie di comportamento:
- fase elastica : {\displaystyle f({\boldsymbol {\sigma }})<0} ;
- fase plastica : {\displaystyle f({\boldsymbol {\sigma }})=0\;\;\cup \;\;{\dot {f}}({\boldsymbol {\sigma }})=0} ;
- ritorno elastico : {\displaystyle f({\boldsymbol {\sigma }})=0\;\;\cup \;\;{\dot {f}}({\boldsymbol {\sigma }})<0} .

Il modello non prevede invece una soglia delle deformazioni possibili, quindi non limita i valori delle deformazioni plastiche {\displaystyle {\dot {\boldsymbol {\varepsilon }}}^{p}}. Nel modello elasto-plastico proposto si ammette inoltre che, come avviene per le deformazioni elastiche, le deformazioni plastiche siano istantanee, cioè siano assenti fenomeni viscosi di  ritardo tra le deformazioni plastiche e le azioni
che le hanno determinate (rate independent plasticity). La rimozione di tale ipotesi porta ai modelli visco-plastici (rate dependent plasticity).
Valgono infine  le seguenti osservazioni:
1. Si è detto che il dominio elastico dipende in generale dalla storia di carico. Se ciò effettivamente ha luogo si parla di legge elasto-plastico incrudente. Se invece il dominio elastico è indipendente dalla storia di carico, si parla di legge elastico-plastico ideale.
2. La formulazione della legge costitutiva in termini di incrementi infinitesimi di tensione e deformazione permette di trattare più facilmente il differente comportamento in fase di carico e di scarico, ed è pertanto estendibile a processi di carico del tutto generici.
3. Il comportamento elasto-plastico è anolonomo, nel senso che in generale dipende dal percorso di carico. Infatti la presenza di deformazioni plastiche irreversibili implica che lo stato di tensione e deformazione presente nel corpo a seguito dell'applicazione di un carico dipenda non solo dall'entità finale del carico ma anche dalle modalità di applicazione.

## Postulato di Drucker (materiali stabili)
Il quadro dato della teoria è ancora troppo generico. In particolare,  il completamento del modello costitutivo proposto necessita
1. di una più precisa caratterizzazione delle deformazioni plastiche {\displaystyle {\dot {\boldsymbol {\varepsilon }}}^{p}} (la legge di flusso plastico),
2. della legge di evoluzione del dominio elastico (la legge di incrudimento), nel caso di materiali incrudenti.

In tal senso, se si accetta la validità del postulato di Drucker (1951), si ha un buon punto di partenza per la definizione della teoria.
- durante la fase di carico, le forze addizionali compiono lavoro non-negativo;
- durante l'intero ciclo di carico e scarico, le forze addizionali compiono ancora lavoro non-negativo.»

Un materiale elasto-plastico che rispetti il postulato di Drucker  è detto stabile  (secondo
Drucker) o anche elasto-plastico standard. Si dimostra valere il postulato di Drucker se vale la relazione
{\displaystyle ({\boldsymbol {\sigma }}_{y}-{\boldsymbol {\sigma }}_{a})\cdot {\dot {\boldsymbol {\varepsilon }}}^{p}\geq 0\;\;,}
dove  {\displaystyle {\boldsymbol {\sigma }}_{a}}  è uno stato di tensione ammissibile interno al dominio elastico, {\displaystyle {\boldsymbol {\sigma }}_{y}} uno stato di tensione  appartenente alla frontiera del dominio e {\displaystyle {\dot {\boldsymbol {\varepsilon }}}^{p}} la deformazione plastica associata allo stato {\displaystyle {\boldsymbol {\sigma }}_{y}} .

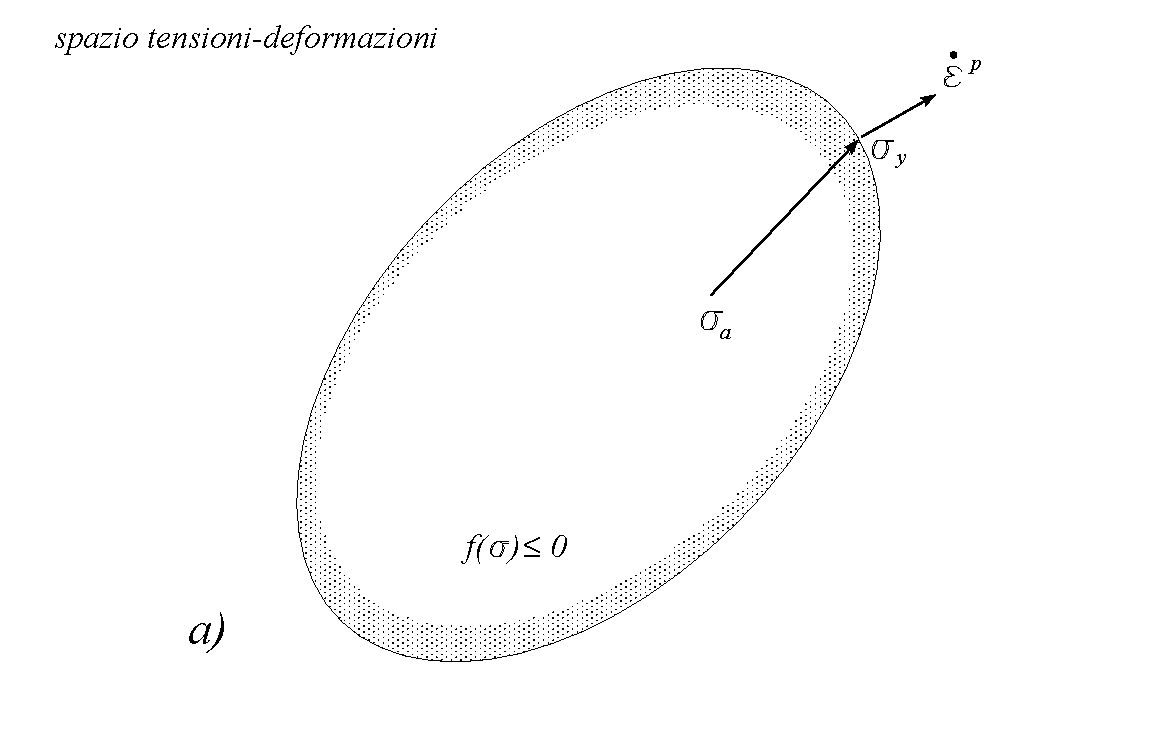
La legge normale di flusso plastico e convessità del dominio elastico

Per materiali elasto-plastici stabili, la validità del postulato di Drucker porta alla seguente caratterizzazione sia del dominio elastico che dei flussi plastici e della legge di incrudimento:
- (convessità del dominio elastico): per materiali stabili, il dominio elastico è convesso.
- (la legge di normalità del flusso plastico): la deformazione plastica è diretta secondo la normale esterna alla superficie di snervamento, frontiera del dominio elastico

{\displaystyle {\dot {\boldsymbol {\varepsilon }}}^{p}=\gamma \;\nabla {\sigma }f({\boldsymbol {\sigma }})\;\;{\mbox{con}}\;\left\{{\begin{array}{ll}\gamma =0&{\mbox{se}}\;\;f({\boldsymbol {\sigma }})<0\\\gamma =0&{\mbox{se}}\;\;f({\boldsymbol {\sigma }})=0\;\;\cup \;\;{\dot {f}}({\boldsymbol {\sigma }})<0\\\gamma \geq 0&{\mbox{se}}\;\;f({\boldsymbol {\sigma }})=0\;\;\cup \;\;{\dot {f}}({\boldsymbol {\sigma }})=0\end{array}}\right.}
I materiali stabili sono anche detti associati.
- (la legge di incrudimento)  In presenza di materiali incrudenti, si dimostra che il postulato di Drucker caratterizza in modo più preciso anche la relativa legge di incrudimento. In particolare: un materiale elasto-plastico standard non può subire un fenomeno di contrazione del proprio dominio elastico. In altre parole, i materiali elasto-plastici a comportamento softening (e i materiali fragili, il cui dominio elastico si annulla repentinamente alla rottura) violano il postulato di Drucker.

## Leggi costitutive
In un processo al limite per {\displaystyle {\boldsymbol {\sigma }}_{a}} tendente a {\displaystyle {\boldsymbol {\sigma }}_{y}}, è possibile riscrivere la relazione ricavata dal postulato di Drucker nella forma
{\displaystyle {\dot {\boldsymbol {\sigma }}}\cdot {\dot {\boldsymbol {\varepsilon }}}^{p}\geq 0}
valida non solo su punti di frontiera {\displaystyle f({\boldsymbol {\sigma }})=0},  ma anche su punti interni al dominio elastico {\displaystyle f({\boldsymbol {\sigma }})<0}, per i quali è banale osservare che risulta {\displaystyle {\dot {\boldsymbol {\varepsilon }}}^{p}=0} .
La legge costitutiva di un materiale elasto-plastico standard può essere riassunto nelle seguenti relazioni:
{\displaystyle {\begin{aligned}&{\dot {\boldsymbol {\varepsilon }}}={\dot {\boldsymbol {\varepsilon }}}^{e}+{\dot {\boldsymbol {\varepsilon }}}^{p}\\&{\dot {\boldsymbol {\sigma }}}=\mathbf {E} \,{\dot {\boldsymbol {\varepsilon }}}^{e}\\&{\dot {\boldsymbol {\varepsilon }}}^{p}=\gamma \;{\mbox{Grad}}_{\sigma }f({\boldsymbol {\sigma }})\\&\;\;{\begin{array}{ll}\gamma =0&{\mbox{se}}\;\;f({\boldsymbol {\sigma }})<0\\\gamma =0&{\mbox{se}}\;\;\;f({\boldsymbol {\sigma }})=0\;\;\cup \;\;{\dot {f}}({\boldsymbol {\sigma }})<0\\\gamma \geq 0&{\mbox{se}}\;\;f({\boldsymbol {\sigma }})=0\;\;\cup \;\;{\dot {f}}({\boldsymbol {\sigma }})=0\end{array}}\\&\ldots {\mbox{legge di incrudimento}}\ldots \\&{\dot {\boldsymbol {\sigma }}}\cdot {\dot {\boldsymbol {\varepsilon }}}^{p}\geq 0\\&f({\boldsymbol {\sigma }})\leq 0\end{aligned}}}

### Materiali elasto-plastici perfetti e stabili
Altre conseguenze possono essere tratte dall'accettazione del postulato di Drucker nel caso di materiali perfettamente elasto-plastici. Per tali materiali  il dominio elastico si mantiene costante ed indipendente dalla storia di carico: in altre parole, il punto tensione si mantiene entro limiti  (il dominio elastico, appunto) fissati nel tempo.  Si dimostra che in tale condizione il postulato di Drucker si caratterizza attraverso la
{\displaystyle {\dot {\boldsymbol {\sigma }}}\cdot {\dot {\boldsymbol {\varepsilon }}}^{p}=0}
Essendo
{\displaystyle {\dot {f}}({\boldsymbol {\sigma }})={\mbox{Grad}}_{\sigma }f({\boldsymbol {\sigma }})\;\cdot \;{\dot {\boldsymbol {\sigma }}}}
e ricordando la legge di flusso
{\displaystyle {\dot {\boldsymbol {\varepsilon }}}^{p}=\gamma \;{\mbox{Grad}}_{\sigma }f({\boldsymbol {\sigma }})\;\;}
la relazione trovata può anche essere espressa dal prodotto di due scalari
{\displaystyle \gamma \,{\dot {f}}=0}
che evidenzia il realizzarsi delle condizioni
{\displaystyle {\dot {f}}\neq 0\;\Rightarrow \;\gamma =0\;\;\;,\;\;\;\gamma \neq 0\;\Rightarrow \;{\dot {f}}=0}
Pertanto la legge costitutiva del materiale elasto-plastico, perfetto e stabile secondo Drucker, è ridotta alle seguenti relazioni:
{\displaystyle {\begin{aligned}&{\dot {\boldsymbol {\varepsilon }}}={\dot {\boldsymbol {\varepsilon }}}^{e}+{\dot {\boldsymbol {\varepsilon }}}^{p}\\&{\dot {\boldsymbol {\sigma }}}=\mathbf {E} \,{\dot {\boldsymbol {\varepsilon }}}^{e}\\&{\dot {\boldsymbol {\varepsilon }}}^{p}=\gamma \;{\mbox{Grad}}_{\sigma }f({\boldsymbol {\sigma }})\\&\;\;{\begin{array}{ll}\gamma =0&{\mbox{se}}\;\;f({\boldsymbol {\sigma }})<0\\\gamma \geq 0&{\mbox{se}}\;\;f({\boldsymbol {\sigma }})=0\end{array}}\\&\gamma \,{\dot {f}}=0\\&f({\boldsymbol {\sigma }})\leq 0\end{aligned}}}

## Condizione di snervamento per materiali isotropi
La funzione di snervamento {\displaystyle f({\boldsymbol {\sigma }})}, per come è stata definita, è in un certo senso indicativa del livello plastico raggiunto dal materiale. Essa è funzione dello stato tensionale nel generico punto del materiale, che nel caso di sollecitazione pluriassiale è rappresentato da almeno sei componenti indipendenti {\displaystyle {\sigma }_{ij}} del tensore delle tensioni di Cauchy {\displaystyle {\boldsymbol {\sigma }}} . Nel caso particolare di materiali isotropi  , la rappresentazione del dominio elastico può essere ricondotta in termini solo delle tre tensioni principali {\displaystyle (\sigma _{I},\sigma _{II},\sigma _{III}\!)}, escludendo la dipendenza dalle direzioni principali di tensione.
{\displaystyle f({\boldsymbol {\sigma }})\equiv f(\sigma _{I},\sigma _{II},\sigma _{III})\leq 0}
Una rappresentazione equivalente, sempre per materiali isotropi, è in termini dei tre invarianti del tensore delle tensioni
{\displaystyle f({\boldsymbol {\sigma }})\equiv f(J_{1},J_{2},J_{3})\leq 0}
dove
{\displaystyle {\begin{aligned}J_{1}({\boldsymbol {\sigma }})&\equiv tr\,{\boldsymbol {\sigma }}=\sigma _{11}+\sigma _{22}+\sigma _{33}\\J_{2}({\boldsymbol {\sigma }})&\equiv {\frac {1}{2}}\left((tr\,{\boldsymbol {\sigma }})^{2}-tr({\boldsymbol {\sigma }}^{2})\right)\\J_{3}({\boldsymbol {\sigma }})&\equiv det\,{\boldsymbol {\sigma }}\\\end{aligned}}}
In particolare, nei metalli duttili, le prove condotte  da P.W. Brigman hanno permesso di dimostrare che la plasticizzazione non dipende da condizioni idrostatiche di pressione, cioè sono indipendenti dal primo invariante {\displaystyle J_{1}}.
Una condizione di snervamento particolare, definita sulla base del criterio di von Mises, si riconduce alla semplice forma
{\displaystyle f({\boldsymbol {\sigma }})\equiv f(J_{2})=J_{2}-k\leq 0}
in termini del solo secondo invariante del tensore delle deformazioni. In questa accezione, lo sviluppo della teoria è spesso riferito come  {\displaystyle \ J_{2}}-plasticità o {\displaystyle \ J_{2}} flow theory. Le relative equazioni costitutive sono dette di Prandtl-Reuss.